# دقیانوس
گایوس مسیوس کینتوس ترایانوس دکیوس (به لاتین: Caesar Gaius Messius Quintus Traianus Decius Augustus) از امپراتور روم که از سال ۲۴۹ تا ۲۵۱ میلادی حکومت کرد. در زمان حکومتش اذیت مسیحیان افزایش یافت. دقیانوس شکل عربی نام این امپراتور (دکیوس) است.
او یک سیاستمدار برجسته در دوران سلطنت فیلیپ عرب بود که پس از سرکوب شورش در موئسیا توسط سربازانش به امپراتوری منصوب شد. در سال ۲۴۹ میلادی فیلیپ را در نبردی در نزدیکی ورونا شکست داد و کشت و پس از آن توسط سنا به عنوان امپراتور شناخته شد. در طول سلطنت خود، او تلاش کرد تا دولت روم و مذهب آن را تقویت کند، که منجر به آزار و اذیت دقیانوس شد، جایی که تعدادی از مسیحیان برجسته (از جمله پاپ فابیان) به قتل رسیدند. در آخرین سال سلطنت خود، دسیوس با پسرش هرنیوس اتروسکوس حکومت کرد تا اینکه هر دو در نبرد آبریتوس توسط گوت‌ها کشته شدند.
در پی شورش‌های مذهبی در مصر، امپراتور دقیانوس حکم داد که همه رعایای امپراتوری باید فعالانه به دنبال سود رساندن به دولت از طریق قربانی کردن برای «خدایان اجدادی» باشند در غیر این صورت مجازات می‌شوند. فقط یهودیان معاف بودند. فرمان دقیانوس به هر «منش نیاکان» رایجی که می‌توانست امپراتوری از هم پاشیده سیاسی و اجتماعی و انبوه فرقه‌هایش را دوباره متحد کند، متوسل شد. برای مسیحیان ارتداد به جای مجازات اعدام مورد نظر بود. یک سال پس از مهلت مقرر، فرمان منقضی شد.